# Neak Leung
Neak Leung (khmer: អ្នកលឿង) (som också kallas "Nak Loeung") är en hektisk handelsstad i provinsen Prey Veng i Kambodja. Staden ligger vid Mekongfloden och vid riksväg nummer 1. Staden är centrum för kommunen Neak Leung och huvudstad i distriktet Peam Ro. Staden kan nås med bilfärja från Kampong Phnum i provinsen Kandal eller med båt utmed Mekongfloden.
På grund av sitt strategiska läge, har staden och hamnen i Neak Leung varit ett betydande slagfält vid olika tidpunkter i Kambodjas historia. I augusti 1973 under kambodjanska inbördeskriget, blev Neak Leung centrum för internationell uppmärksamhet när ett amerikansktt Boeing B-52 Stratofortress av misstag tappade sin 20 tons last på stadens centrum.